# Panjas
Panjas (Panjàs en gascon) est une commune française située dans l'ouest du département du Gers en région Occitanie. Sur le plan historique et culturel, la commune est dans le Bas-Armagnac, ou Armagnac noir, un pays s'inscrivant entre les vallées de l'Auzoue, la Gélise, la Douze et du Midou.
Exposée à un climat océanique altéré, elle est drainée par la Midouze, le Maignan, le ruisseau de Hartané, le ruisseau de la Moulie et par divers autres petits cours d'eau. La commune possède un patrimoine naturel remarquable : un site Natura 2000 (le « réseau hydrographique du Midou et du Ludon ») et deux zones naturelles d'intérêt écologique, faunistique et floristique.
Panjas est une commune rurale qui compte 429 habitants en 2022, après avoir connu un pic de population de 1 084 habitants en 1856. Elle fait partie de l'aire d'attraction de Nogaro. Ses habitants sont appelés les Panjagais ou  Panjagaises.
Les habitants de Panjas se nomment les Panjagais.
Le patrimoine architectural de la commune comprend un immeuble protégé au titre des monuments historiques : l'église Saint-Laurent, inscrite en 1995 et classé en 2000.

## Géographie

### Localisation
Panjas est une commune de Gascogne située dans l'Armagnac sur le Midou.

### Communes limitrophes
Les communes limitrophes sont  Bourrouillan, Caupenne-d'Armagnac, Estang, Laujuzan, Lias-d'Armagnac, Maupas et Salles-d'Armagnac.
|          | Estang              | Lias-d'Armagnac                   |
| Maupas   | Panjas              | Bourrouillan (par un quadripoint) |
| Laujuzan | Caupenne-d'Armagnac | Salles-d'Armagnac                 |

### Géologie et relief
Panjas se situe en zone de sismicité 1 (sismicité très faible).

### Hydrographie
La commune est dans le bassin de l'Adour, au sein du bassin hydrographique Adour-Garonne. Elle est drainée par la Midouze, le Maignan, le ruisseau de Hartané, le ruisseau de la Moulie, un bras de la Moulie, le ruisseau de Garras, le ruisseau de Mouliot, le ruisseau du Cantau et par divers petits cours d'eau, qui constituent un réseau hydrographique de 23 km de longueur totale,.
La Midouze, d'une longueur totale de 151,5 km, prend sa source dans la commune d'Armous-et-Cau et s'écoule du sud-est vers le nord-ouest puis vers l'ouest. Elle traverse la commune et se jette dans l'Adour à Vicq-d'Auribat, après avoir traversé 46 communes.

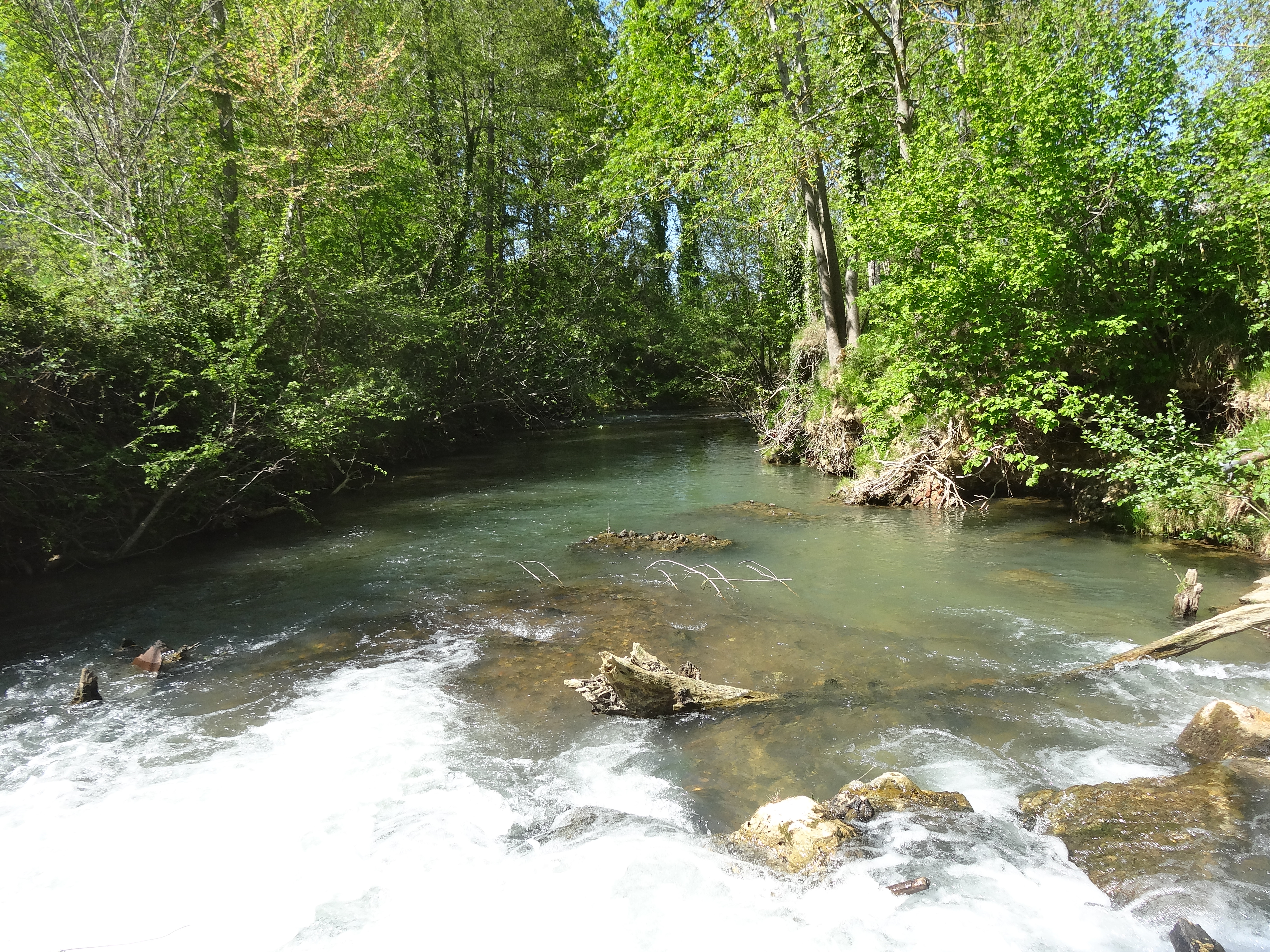
Le Gers à Panassac.
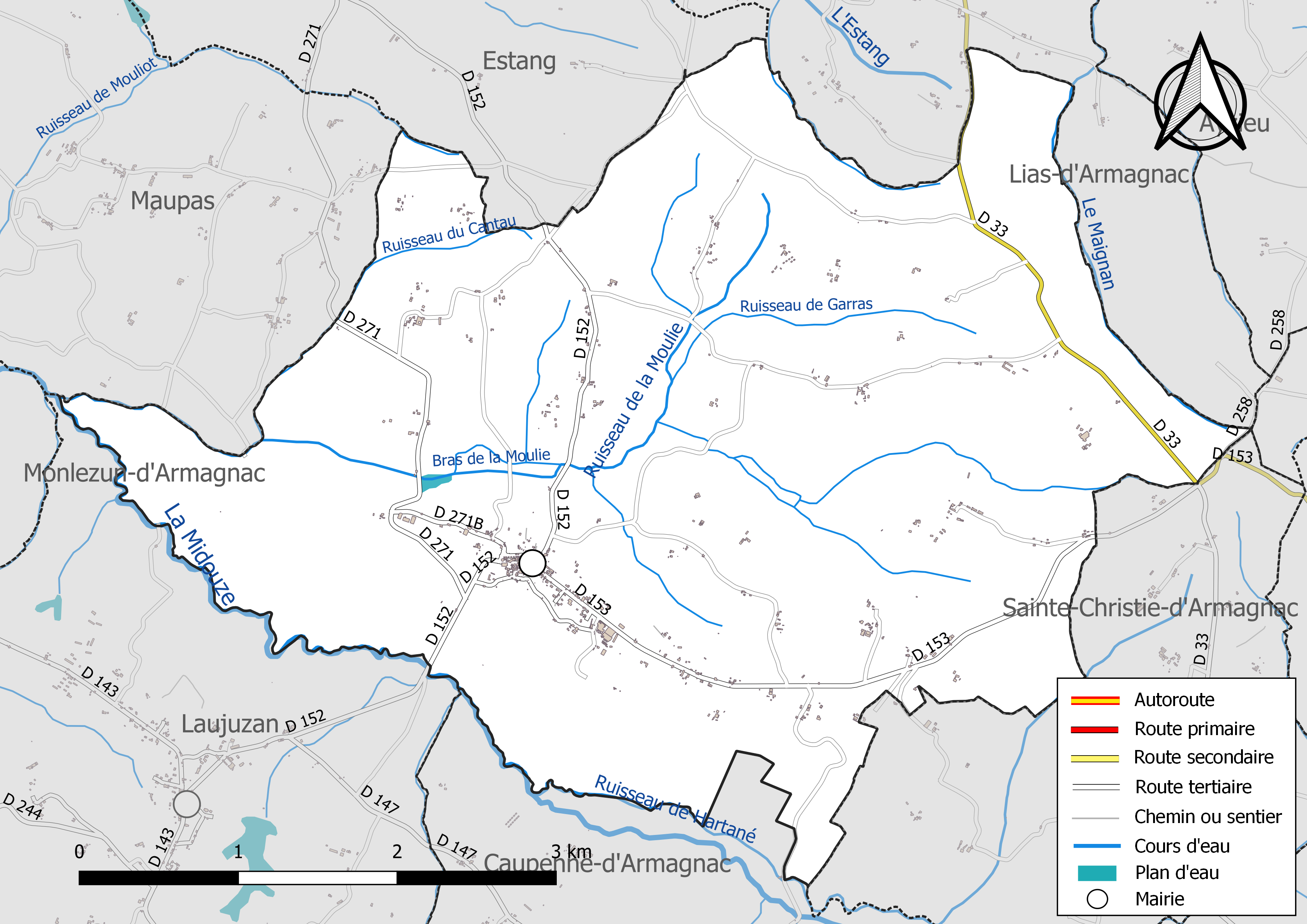
Réseaux hydrographique et routier de Panjas.

### Climat
Pour des articles plus généraux, voir Climat de l'Occitanie et Climat du Gers.
En 2010, le climat de la commune est de type climat océanique altéré, selon une étude s'appuyant sur une série de données couvrant la période 1971-2000. En 2020, Météo-France publie une typologie des climats de la France métropolitaine dans laquelle la commune est toujours exposée à un climat océanique altéré et est dans la région climatique Aquitaine, Gascogne, caractérisée par une pluviométrie abondante au printemps, modérée en automne, un faible ensoleillement au printemps, un été chaud (19,5 °C), des vents faibles, des brouillards fréquents en automne et en hiver et des orages fréquents en été (15 à 20 jours).
Pour la période 1971-2000, la température annuelle moyenne est de 13,2 °C, avec une amplitude thermique annuelle de 14,8 °C. Le cumul annuel moyen de précipitations est de 890 mm, avec 11,3 jours de précipitations en janvier et 6,7 jours en juillet. Pour la période 1991-2020, la température moyenne annuelle observée sur la station météorologique la plus proche, située sur la commune du Houga à 9 km à vol d'oiseau, est de 13,8 °C et le cumul annuel moyen de précipitations est de 875,9 mm,. Pour l'avenir, les paramètres climatiques de la commune estimés pour 2050 selon différents scénarios d’émission de gaz à effet de serre sont consultables sur un site dédié publié par Météo-France en novembre 2022.

### Milieux naturels et biodiversité

#### Réseau Natura 2000

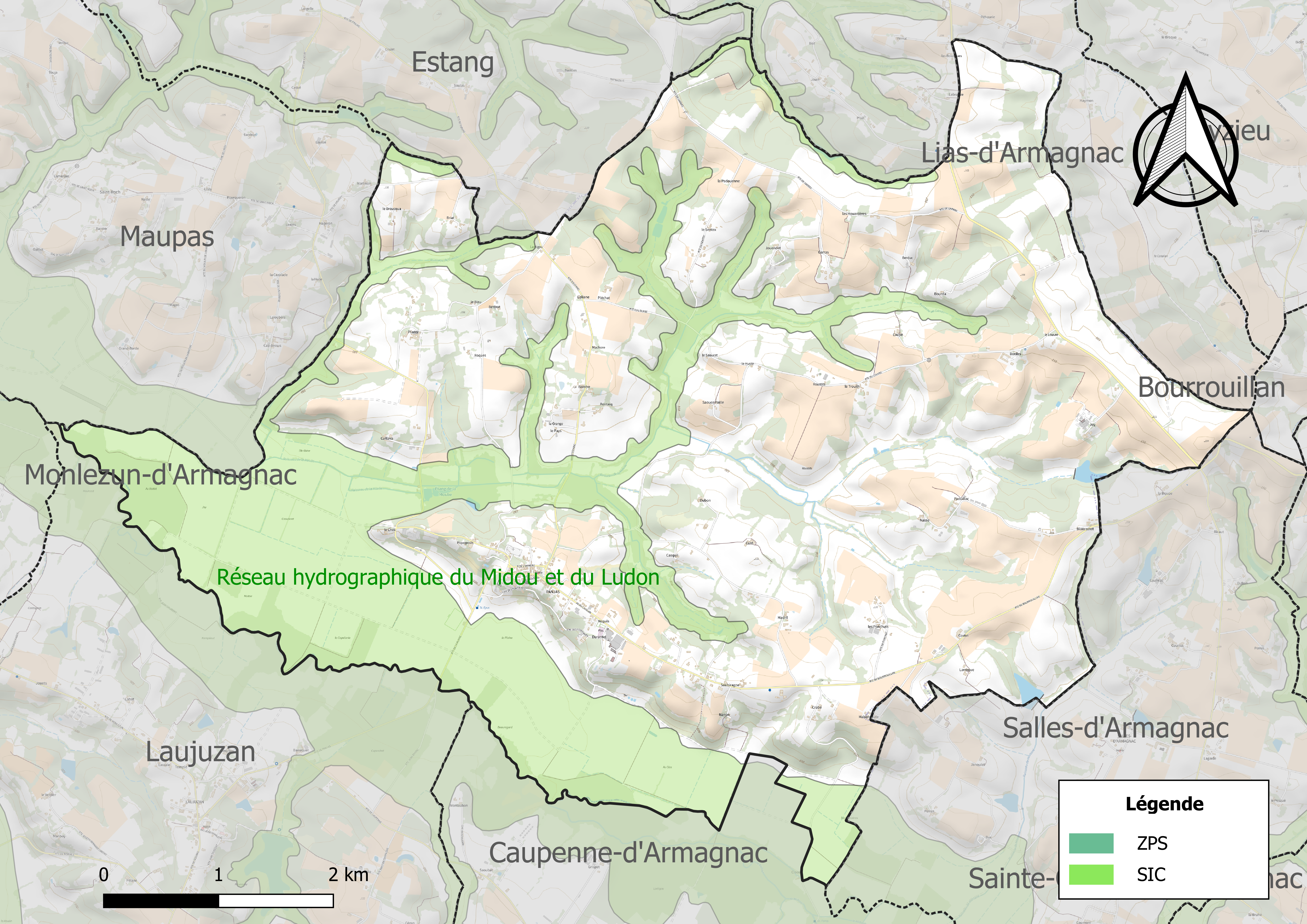
Site Natura 2000 sur le territoire communal.

Le réseau Natura 2000 est un réseau écologique européen de sites naturels d'intérêt écologique élaboré à partir des directives habitats et oiseaux, constitué de zones spéciales de conservation (ZSC) et de zones de protection spéciale (ZPS).
Un site Natura 2000 a été défini sur la commune au titre de la directive habitats : le « réseau hydrographique du Midou et du Ludon », d'une superficie de 6 542 ha, un site présentant une diversité d’habitats relativement importante, malgré une faible représentativité des habitats d’intérêt communautaire.

#### Zones naturelles d'intérêt écologique, faunistique et floristique
L’inventaire des zones naturelles d'intérêt écologique, faunistique et floristique (ZNIEFF) a pour objectif de réaliser une couverture des zones les plus intéressantes sur le plan écologique, essentiellement dans la perspective d’améliorer la connaissance du patrimoine naturel national et de fournir aux différents décideurs un outil d’aide à la prise en compte de l’environnement dans l’aménagement du territoire.
Une ZNIEFF de type 1 est recensée sur la commune :
l'« étang et bois de Lauron » (22 ha), couvrant 3 communes du département et une ZNIEFF de type 2, : 
le « réseau hydrographique du Midou et milieux annexes » (6 344 ha), couvrant 43 communes dont 37 dans le Gers et six dans les Landes.

Carte des ZNIEFF de type 1 et 2 à Panjas.
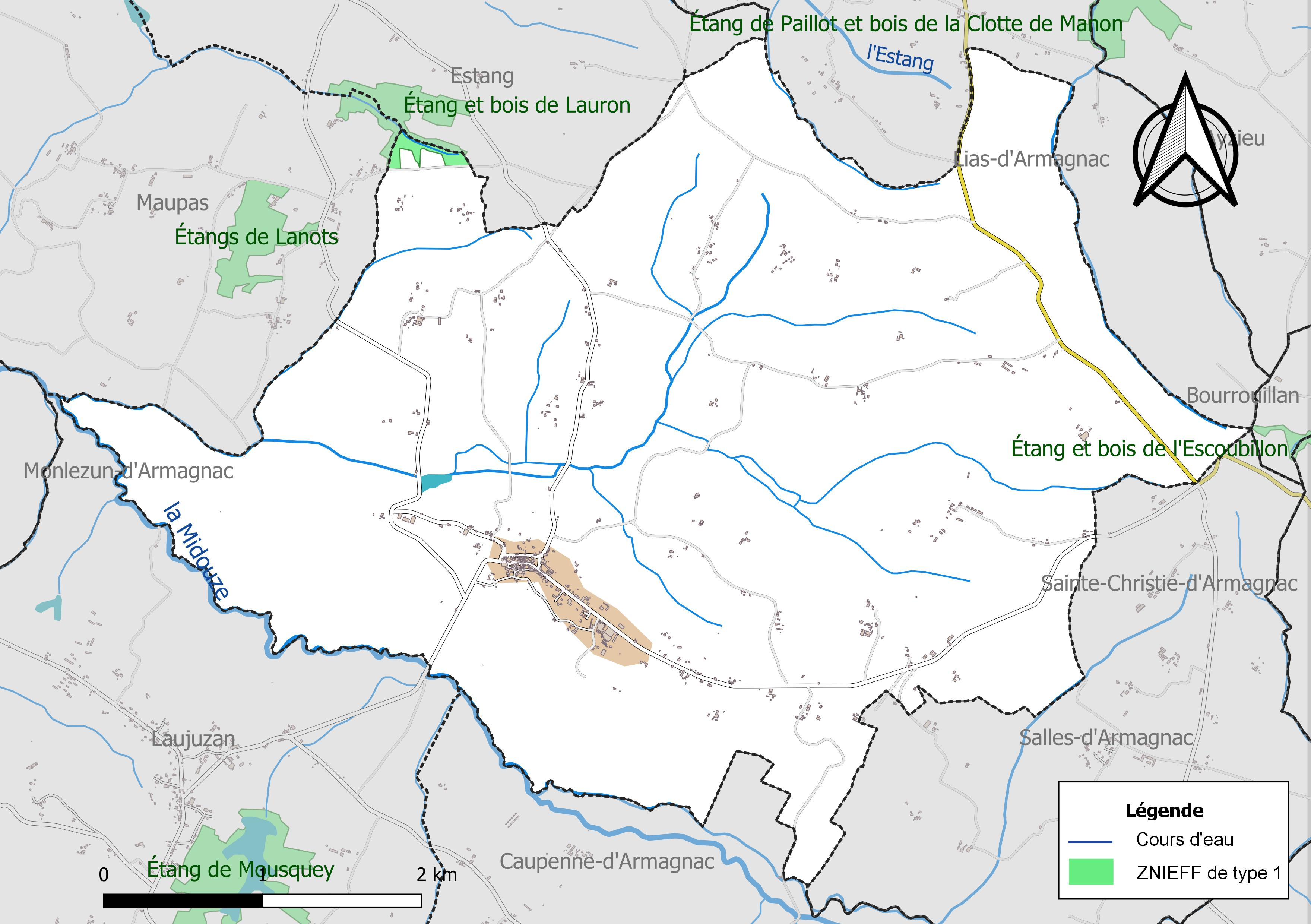
Carte de la ZNIEFF de type 1 sur la commune.
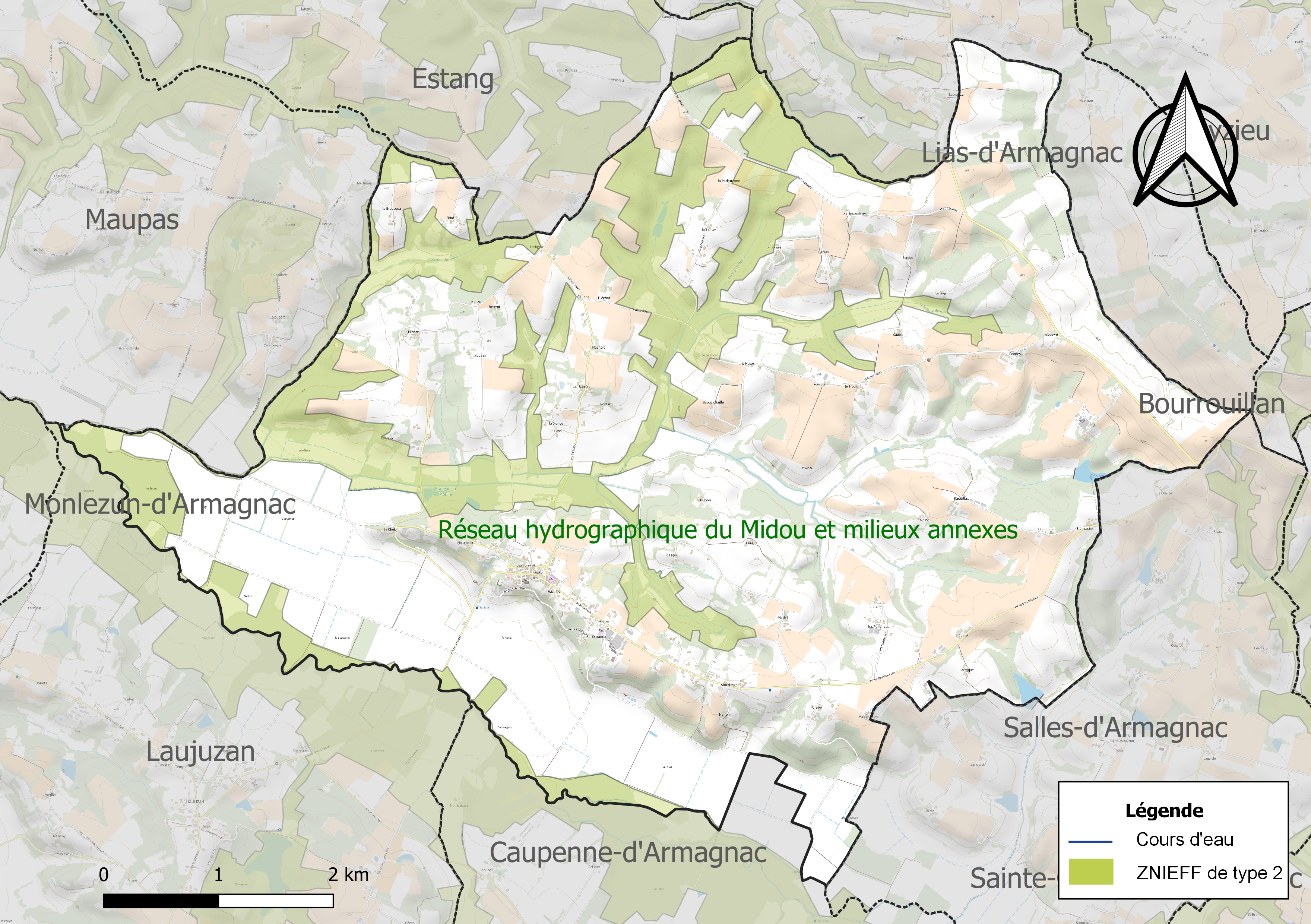
Carte de la ZNIEFF de type 2 sur la commune.

## Urbanisme

### Typologie
Au 1er janvier 2024, Panjas est catégorisée commune rurale à habitat très dispersé, selon la nouvelle grille communale de densité à sept niveaux définie par l'Insee en 2022.
Elle est située hors unité urbaine. Par ailleurs la commune fait partie de l'aire d'attraction de Nogaro, dont elle est une commune de la couronne,. Cette aire, qui regroupe 18 communes, est catégorisée dans les aires de moins de 50 000 habitants,.

### Occupation des sols

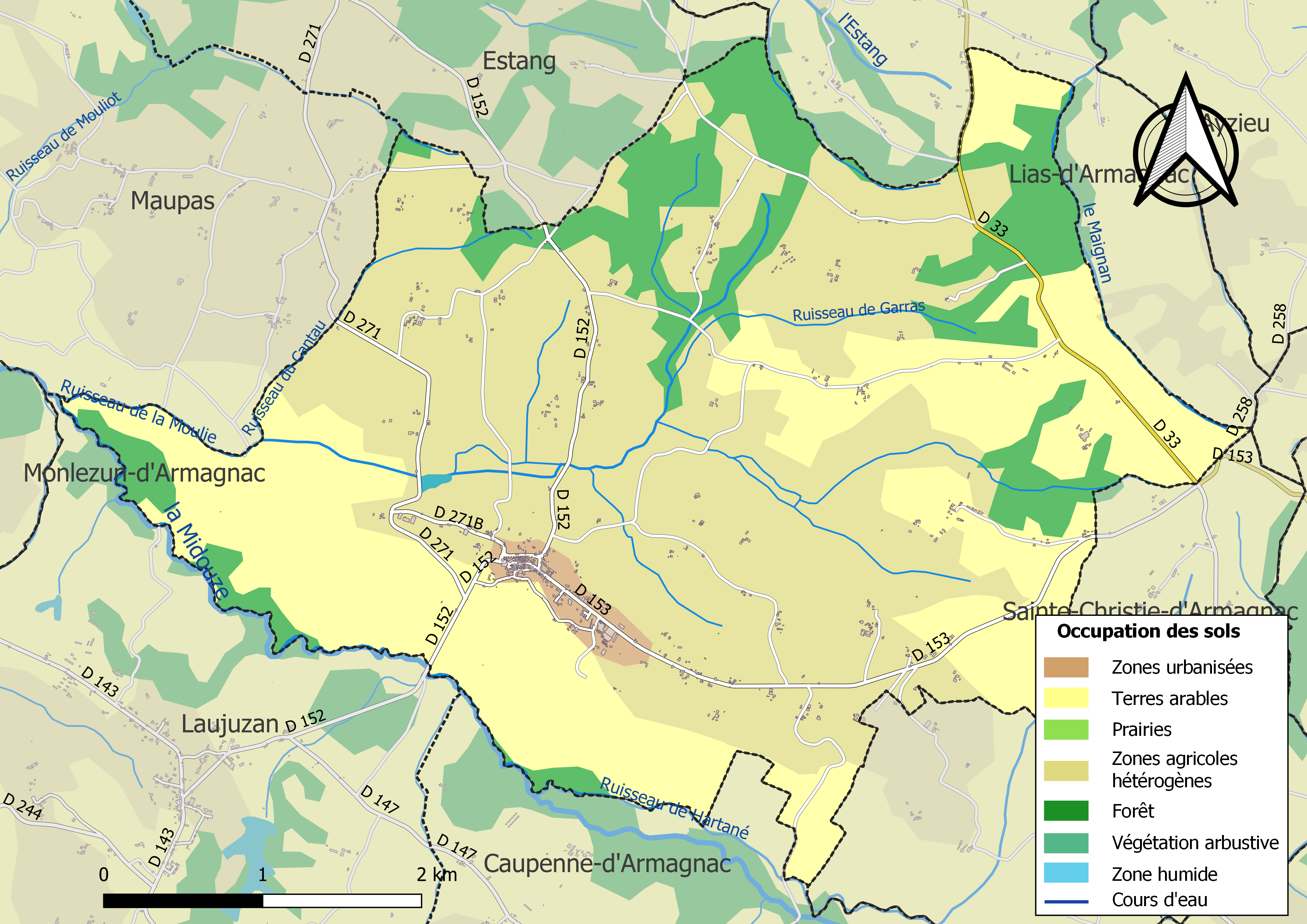
Carte des infrastructures et de l'occupation des sols de la commune en 2018 (CLC).

L'occupation des sols de la commune, telle qu'elle ressort de la base de données européenne d’occupation biophysique des sols Corine Land Cover (CLC), est marquée par l'importance des territoires agricoles (84,7 % en 2018), une proportion sensiblement équivalente à celle de 1990 (84,2 %). La répartition détaillée en 2018 est la suivante : 
zones agricoles hétérogènes (42,5 %), terres arables (25,1 %), cultures permanentes (17,1 %), forêts (13,7 %), zones urbanisées (1,6 %). L'évolution de l’occupation des sols de la commune et de ses infrastructures peut être observée sur les différentes représentations cartographiques du territoire : la carte de Cassini (XVIIIe siècle), la carte d'état-major (1820-1866) et les cartes ou photos aériennes de l'IGN pour la période actuelle (1950 à aujourd'hui).

### Risques majeurs
Le territoire de la commune de Panjas est vulnérable à différents aléas naturels : météorologiques (tempête, orage, neige, grand froid, canicule ou sécheresse) et séisme (sismicité très faible). Un site publié par le BRGM permet d'évaluer simplement et rapidement les risques d'un bien localisé soit par son adresse soit par le numéro de sa parcelle.

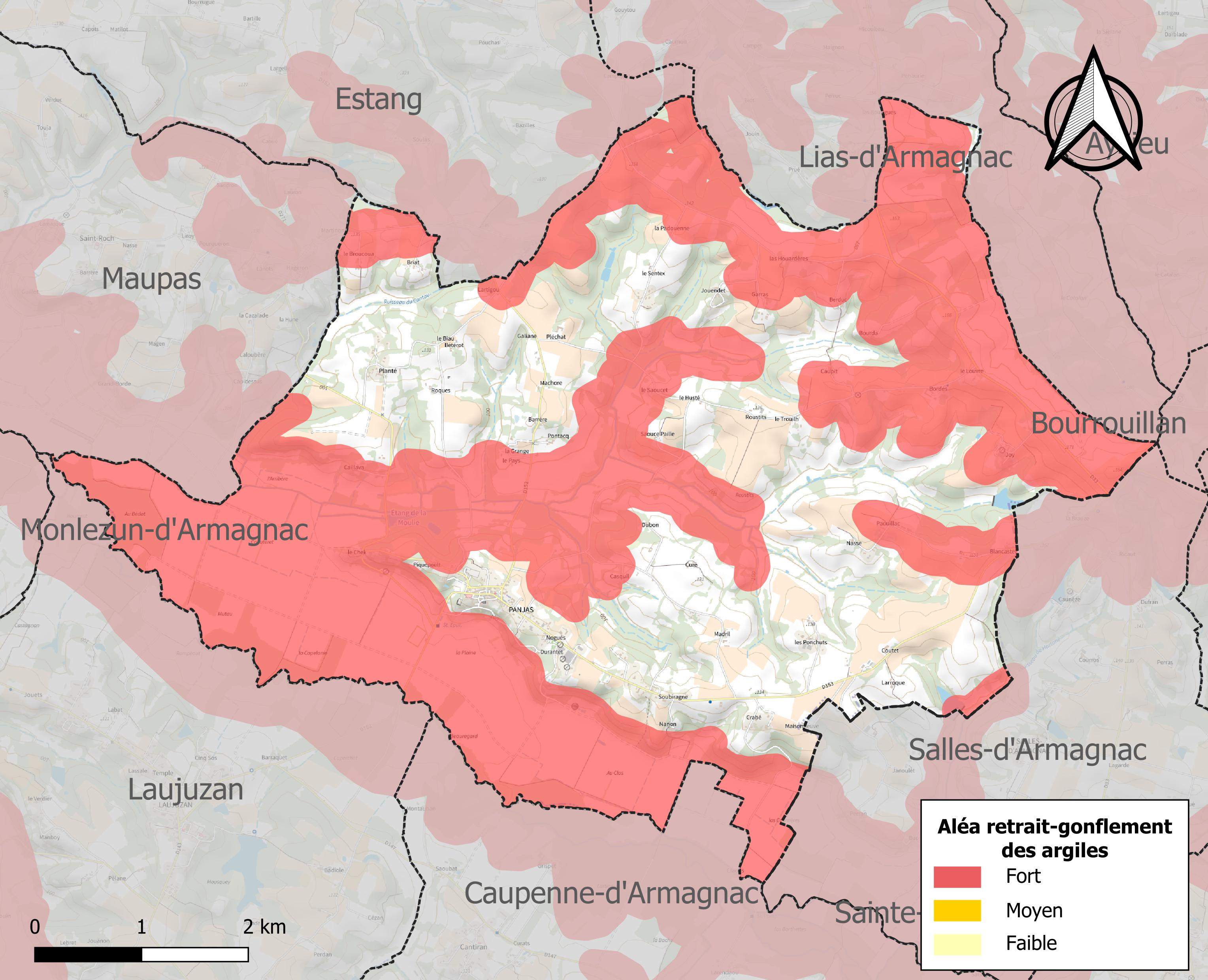
Carte des zones d'aléa retrait-gonflement des sols argileux de Panjas.

Le retrait-gonflement des sols argileux est susceptible d'engendrer des dommages importants aux bâtiments en cas d’alternance de périodes de sécheresse et de pluie. 59 % de la superficie communale est en aléa moyen ou fort (94,5 % au niveau départemental et 48,5 % au niveau national). Sur les 266 bâtiments dénombrés sur la commune en 2019, 50 sont en aléa moyen ou fort, soit 19 %, à comparer aux 93 % au niveau départemental et 54 % au niveau national. Une cartographie de l'exposition du territoire national au retrait gonflement des sols argileux est disponible sur le site du BRGM,.
Par ailleurs, afin de mieux appréhender le risque d’affaissement de terrain, l'inventaire national des cavités souterraines permet de localiser celles situées sur la commune.
La commune a été reconnue en état de catastrophe naturelle au titre des dommages causés par les inondations et coulées de boue survenues en 1983, 1997, 1999 et 2009. Concernant les mouvements de terrains, la commune a été reconnue en état de catastrophe naturelle au titre des dommages causés par la sécheresse en 1989 et 2002 et par des mouvements de terrain en 1999.

## Politique et administration
| Période                                  | Période   | Identité               | Étiquette | Qualité                                                                         |
| ---------------------------------------- | --------- | ---------------------- | --------- | ------------------------------------------------------------------------------- |
| 1801                                     | 1815      | Jean Daugé             |           |                                                                                 |
| 1815                                     | 1816      | Joseph Garros          |           |                                                                                 |
| 1816                                     | 1830      | Guilhaume Lajus        |           |                                                                                 |
| 1830                                     | 1843      | Charles Noguès         |           |                                                                                 |
| 1843                                     | 1846      | Pierre Laura           |           |                                                                                 |
| 1846                                     | 1848      | Charles Noguès         |           |                                                                                 |
| 1848                                     | 1850      | François Douat         |           |                                                                                 |
| 1850                                     | 1860      | Jean Lajus             |           |                                                                                 |
| 1861                                     | 1865      | François Douat         |           |                                                                                 |
| 1865                                     | 1870      | Auguste Tarride        |           |                                                                                 |
| 1870                                     | 1871      | Jean Faustin Lajus     |           |                                                                                 |
| 1871                                     | 1874      | Auguste Tarride        |           |                                                                                 |
| 1874                                     | 1876      | Jean Lajus             |           |                                                                                 |
| 1876                                     | 1877      | Pierre Duporté         |           |                                                                                 |
| 1878                                     | 1880      | François Douat         |           |                                                                                 |
| 1881                                     | 1881      | Bertrand Faustin Lajus |           |                                                                                 |
| 1881                                     | 1883      | Bernard Rande          |           |                                                                                 |
| 1883                                     | 1895      | Jean Faustin Lajus     |           |                                                                                 |
| 1896                                     | 1896      | Pierre Duporté         |           |                                                                                 |
| 1896                                     | 1901      | Xavier Mauranx         |           |                                                                                 |
| 1901                                     | 1906      | Jean Marie Lajus       |           |                                                                                 |
| 1906                                     | 1912      | Jean Roustouilh        |           |                                                                                 |
| 1912                                     | 1941      | Jean Marie Lartigolle  |           |                                                                                 |
| 1941                                     | 1942      | Vincent Rande          |           |                                                                                 |
| 1942                                     | 1944      | Bernard Cournet        |           |                                                                                 |
| 1944                                     | 1944      | Vincent Rande          |           |                                                                                 |
| 1944                                     | 1947      | Laurent Talès          |           |                                                                                 |
| 1947                                     | 1968      | Maxime Rande           | PSU       | Propriétaire-agriculteur                                                        |
| 1968                                     | 1969      | Henri Couerbe          |           |                                                                                 |
| 1969                                     | 1977      | Jules Milanési         |           |                                                                                 |
| 1977                                     | 1983      | Edmond Saint-Lannes    |           |                                                                                 |
| 1983                                     | 2001      | Jules Milanési         |           |                                                                                 |
| mars 2001                                | mars 2008 | Liliane Labadie        |           |                                                                                 |
| mars 2008                                | mars 2014 | Joël Lajux             | PS        | Retraité Fonction publique Conseiller général du Canton de Cazaubon (2011-2015) |
| mars 2014                                | En cours  | Marie-Claude Mauras    |           | Retraitée Cadre de Gestion                                                      |
| Les données manquantes sont à compléter. |           |                        |           |                                                                                 |

## Démographie
L'évolution du nombre d'habitants est connue à travers les recensements de la population effectués dans la commune depuis 1793. Pour les communes de moins de 10 000 habitants, une enquête de recensement portant sur toute la population est réalisée tous les cinq ans, les populations de référence des années intermédiaires étant quant à elles estimées par interpolation ou extrapolation. Pour la commune, le premier recensement exhaustif entrant dans le cadre du nouveau dispositif a été réalisé en 2005.

En 2022, la commune comptait 429 habitants, en évolution de +8,33 % par rapport à 2016 (Gers : +1,04 %, France hors Mayotte : +2,11 %).
| 1793 | 1800 | 1806 | 1821 | 1831 | 1841  | 1846  | 1851  | 1856  |
| ---- | ---- | ---- | ---- | ---- | ----- | ----- | ----- | ----- |
| 789  | 648  | 645  | 864  | 864  | 1 054 | 1 080 | 1 023 | 1 084 |

| 1861  | 1866  | 1872 | 1876  | 1881  | 1886 | 1891 | 1896 | 1901 |
| ----- | ----- | ---- | ----- | ----- | ---- | ---- | ---- | ---- |
| 1 067 | 1 057 | 957  | 1 023 | 1 011 | 952  | 957  | 904  | 902  |

| 1906 | 1911 | 1921 | 1926 | 1931 | 1936 | 1946 | 1954 | 1962 |
| ---- | ---- | ---- | ---- | ---- | ---- | ---- | ---- | ---- |
| 859  | 798  | 665  | 628  | 646  | 606  | 621  | 629  | 627  |

| 1968 | 1975 | 1982 | 1990 | 1999 | 2005 | 2006 | 2010 | 2015 |
| ---- | ---- | ---- | ---- | ---- | ---- | ---- | ---- | ---- |
| 559  | 518  | 437  | 447  | 398  | 379  | 372  | 380  | 395  |

| 2020 | 2022 | - | - | - | - | - | - | - |
| ---- | ---- | - | - | - | - | - | - | - |
| 418  | 429  | - | - | - | - | - | - | - |

## Économie

### Revenus
En 2018  (données Insee publiées en septembre 2021), la commune compte 168 ménages fiscaux, regroupant 372 personnes. La médiane du revenu disponible par unité de consommation est de 21 600 € (20 820 € dans le département).

### Emploi
|                | 2008  | 2013  | 2018  |
| -------------- | ----- | ----- | ----- |
| Commune        | 7,9 % | 10 %  | 5,1 % |
| Département    | 6,1 % | 7,5 % | 8,2 % |
| France entière | 8,3 % | 10 %  | 10 %  |

En 2018, la population âgée de 15 à 64 ans s'élève à 228 personnes, parmi lesquelles on compte 73,2 % d'actifs (68,1 % ayant un emploi et 5,1 % de chômeurs) et 26,8 % d'inactifs,. En  2018, le taux de chômage communal (au sens du recensement) des 15-64 ans est inférieur à celui de la France et département, alors qu'en 2008 il était supérieur à celui du département et inférieur à celui de la France.
La commune fait partie de la couronne de l'aire d'attraction de Nogaro, du fait qu'au moins 15 % des actifs travaillent dans le pôle,. Elle compte 115 emplois en 2018, contre 137 en 2013 et 135 en 2008. Le nombre d'actifs ayant un emploi résidant dans la commune est de 160, soit un indicateur de concentration d'emploi de 72 % et un taux d'activité parmi les 15 ans ou plus de 49,3 %.
Sur ces 160 actifs de 15 ans ou plus ayant un emploi, 32 travaillent dans la commune, soit 20 % des habitants. Pour se rendre au travail, 95,2 % des habitants utilisent un véhicule personnel ou de fonction à quatre roues, 1,2 % les transports en commun, 0,6 % s'y rendent en deux-roues, à vélo ou à pied et 3 % n'ont pas besoin de transport (travail au domicile).

### Activités hors agriculture
38 établissements sont implantés  à Panjas au 31 décembre 2019. Le tableau ci-dessous en détaille le nombre par secteur d'activité et compare les ratios avec ceux du département,.
| Secteur d'activité                                                                                        | Commune | Commune | Département |
| Secteur d'activité                                                                                        | Nombre  | %       | %           |
| --- | ------- | ------- | ----------- |
| Ensemble                                                                                                  | 38      |         |             |
| Industrie manufacturière, industries extractives et autres                                                | 6       | 15,8 %  | (12,3 %)    |
| Construction                                                                                              | 5       | 13,2 %  | (14,6 %)    |
| Commerce de gros et de détail, transports, hébergement et restauration                                    | 15      | 39,5 %  | (27,7 %)    |
| Activités financières et d'assurance                                                                      | 4       | 10,5 %  | (3,5 %)     |
| Activités immobilières                                                                                    | 2       | 5,3 %   | (5,2 %)     |
| Activités spécialisées, scientifiques et techniques et activités de services administratifs et de soutien | 3       | 7,9 %   | (14,4 %)    |
| Administration publique, enseignement, santé humaine et action sociale                                    | 1       | 2,6 %   | (12,3 %)    |
| Autres activités de services                                                                              | 2       | 5,3 %   | (8,3 %)     |

Le secteur du commerce de gros et de détail, des transports, de l'hébergement et de la restauration est prépondérant sur la commune puisqu'il représente 39,5 % du nombre total d'établissements de la commune (15 sur les 38 entreprises implantées  à Panjas), contre 27,7 % au niveau départemental.

### Agriculture
La commune est dans le Bas-Armagnac, une petite région agricole occupant une partie ouest du département du Gers. En 2020, l'orientation technico-économique de l'agriculture  sur la commune est la viticulture.
|               | 1988  | 2000  | 2010  | 2020 |
| ------------- | ----- | ----- | ----- | ---- |
| Exploitations | 53    | 20    | 25    | 22   |
| SAU (ha)      | 1 491 | 1 101 | 1 397 | 941  |

Le nombre d'exploitations agricoles en activité et ayant leur siège dans la commune est passé de 53 lors du recensement agricole de 1988  à 20 en 2000 puis à 25 en 2010 et enfin à 22 en 2020, soit une baisse de 58 % en 32 ans. Le même mouvement est observé à l'échelle du département qui a perdu pendant cette période 51 % de ses exploitations,. La surface agricole utilisée sur la commune a également diminué, passant de 1 491 ha en 1988 à 941 ha en 2020. Parallèlement la surface agricole utilisée moyenne par exploitation a augmenté, passant de 28 à 43 ha.

## Culture locale et patrimoine

### Lieux et monuments
- Église Saint-Laurent : église en partie romane ;  Inscrit MH (1990, Église, à l'exception du clocher) ;  Classé MH (2000, Chœur de l'église)[33].
- Monument aux morts de la Résistance.

### Personnalités liées à la commune
- Maurice Parisot, commandant du Bataillon de l'Armagnac durant la Libération.
- L'abbé Tales, curé de Panjas et qui soutint le Bataillon de l'Armagnac durant la Seconde Guerre mondiale.
- Jeanne de Tignonville
- Roger Chèze, lieutenant au sein du Bataillon de l'Armagnac, il deviendra par la suite commandant, puis colonel.

### Héraldique
| Blason de Panjas | Blason  | Parti : au 1er de gueules à une croix cléchée, vidée et pommetée de douze pièces d'or, au 2d d'argent à un lion de gueules ; à l'écusson en bannière parti de l'un en l'autre, mouvant de la pointe, une grappe de raisin de sable, tigée et feuillée au naturel brochant sur la partition ; au comble parti de l'un en l'autre, l'inscription « PANJAS » en lettres capitales de sable brochant sur la partition. |
| Blason de Panjas | Détails | Le statut officiel du blason reste à déterminer. |